# 公司寮漁港
公司寮漁港，位於苗栗縣後龍鎮龍津里，地理位置為後龍溪口之南岸；屬於第二類漁港，為典型河口港。從事於近沿海之一支釣漁業為主，次為流刺網與其他漁業。漁獲為鰆、烏魚、花枝、白口、白魚、金線、午仔等；雖漁獲物不多，但均屬高級魚類。唯目前亦因淤積嚴重，僅有孤筏十餘艘停泊或出海作業，年產量下降僅約有28公噸，價值新台幣280萬元。

## 命名緣由
當時該港南岸為荒蠻之地，因而有漁民數人組織公司團體，築寮捕漁，以此稱為公司寮漁港。但二戰後定名為後壟港。今稱龍港，一般仍習慣以舊名公司寮漁港為名。

## 歷史沿革

### 清治時期
後龍鎮最早出現之港口，為1695年（康熙33年）《台灣府志》所記載：“後壟港由崩山社至新港仔入海...”而所謂的新港仔即為新港地區新民里一帶；直到康熙末葉《平台紀略》中，藍鼎元的《台灣水路兵防疏》指稱“淡水以南二百餘里有後壟港，港澳寬深，由海口直達後壟社，可容戰艦出入...”此時後壟港疑似有變遷現象，不在新港之位置，已移至後壟社之附近。《諸羅縣志》也記載“後壟港”的出現，而該港即可能是現今溪洲里的汕頭港，或溪洲港；另外也有說法是潐咾叭港即為今日的公司寮港，於當時該也已有港口的雛形存在。因每年秋冬兩季之季節風中，將大山腳一帶之南墩南移，致使溪州之汕頭港灣被沙填塞，該港遂遷往後龍，後來河沙下移現象，遂再次西遷至公司寮。
於康熙末年至1730年（雍正8年）開始對閩泉州通商，80噸級帆船可直駛後龍溪松仔腳，故該港為海岸及濱海各處貨物集散根據地。與福建之泉州、廈門、汕頭等地貿易頻繁，對內則可與基隆、淡水、永安等進行水上貿易；曾是漁民、商賈的滔金天堂而風光一時。

### 日治時期
1895年（明治28年），指定本港為特別輸出入港，禁帆船碇泊。1909年（明治42年）1月，港口因溪床淤積，遷徙至現今的龍津里公司寮，故稱公司寮港。
1934年（昭和9年）新竹州獎勵建造50噸級小型漁船2艘，以公司寮為基地，嗣後新竹州水產試驗場建造試驗船2艘確定附近漁場。
於日治時期中，曾擬定修建漁港之計劃，但後因二次世界大戰而中止。

### 民國時期

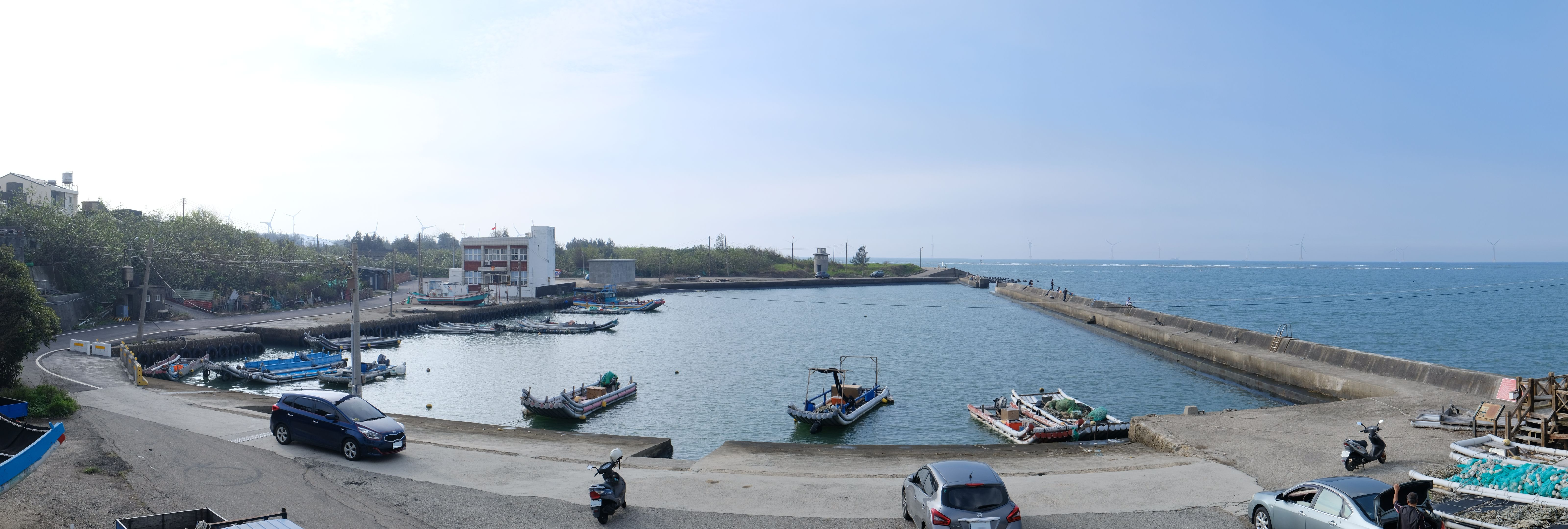
2022年公司寮漁港

1945年（民國34年）中華民國接管臺灣後，廈門、泉州等帆船往返，恢復了繁盛的貿易。1946年（民國35年）公司寮漁民鄭來貴建造10噸級20馬力之漁船2艘取名“龍津號”與“詩前號”，聘請高雄、澎湖漁民帶船從事鯊魚延繩釣；1951年（民國40年），因顧及漁民生計之需要，重新開啟作為漁業之運用；直到1952年（民國41年）增加至11艘。1949年（民國38年），因政治因素，被迫中斷兩岸交通，頓時，商潮因人潮離去、熱潮退去，而告消退。
1953年（民國42年）起由漁業局、縣府共同撥款闢建公司寮漁港，並先後辦理三期工程，於1955年（民國44年）完成，共耗資180萬元；為現代避風漁港，對漁業增產、發展近海漁業極大重要。最終如嘉義布袋漁港的命運般，公司寮回歸單純的漁港功能。
1959年（民國48年）八七水災時部份受損，由農復會補助修復。1962年（民國51年）農復會、漁業局、縣府共同斥資開闢新港口與清挖泊地；其後「葛樂禮」與「芙安」兩次颱風對本港亦造成局部災害。1977年（民國66年）中央加速計畫再撥款浚渫港區泊地。1990年（民國79年）4月再次浚渫港區泊地後維修。